# HD 1461 c
HD 1461 c는 그 존재가 유력한 외계 행성으로, G형 주계열성 HD 1461을 돌고 있는 것으로 추정된다. 이 행성은 지구로부터 고래자리 방향으로 약 76 광년 떨어져 있다. 최소 질량은 지구의 13.1 ~ 32.7배이며 모항성으로부터 1.165 천문단위 떨어져 있다. 궤도이심률은 0.74로 매우 큰 편이다. 질량으로 보아 c는 천왕성이나 해왕성과 같은 작은 가스 행성일 것이다. 2009년 12월 14일 켁 천문대와 앵글로-오스트레일리안 천문대의 공동 관측을 통해 시선 속도법을 응용, 발견하였다.